# داغیان تپه بزرگ
داغیان تپه بزرگ مربوط به اواخر هزاره دوم پیش از میلاد است و در ۲۲ کیلومتری غرب شهر قوچان واقع شده و این اثر در تاریخ ۲۳ فروردین ۱۳۴۶ با شمارهٔ ثبت ۶۹۱ به‌عنوان یکی از آثار ملی ایران به ثبت رسیده است.